# Johann Sophian Christian Richter

Johann Sophian Christian Richter

Johann Sophian Christian Richter (* 16. Januar 1875 Bayreuth; † 17. Februar 1951 in Burgwindheim) war ein deutscher Politiker (Zentrum).

## Leben und Wirken
Richter wurde als Sohn eines Schneidermeisters geboren. Er besuchte von 1882 bis 1886 die Volksschule in Bayreuth, danach die Kreisrealschule zu Bayreuth und von 1892 bis 1894 die Industrieschule in Nürnberg. Von 1894 bis 1896 studierte er an der Technischen Hochschule in München. In den Jahren 1896 bis 1898 arbeitete er als Zollpraktikant in Hof in Bayern und Nürnberg. Von 1898 bis 1906 arbeitete er als Hauptzollamtsassistent zu Simbach und Nürnberg. 1902 heiratete er. Am 1. Februar 1906 wurde Richter Steueroberkontrolleur. Am 20. Juli 1918 wurde er Steuerinspektor in Landau in der Pfalz.
Im Januar 1912 wurde Richter als Kandidat der Zentrumspartei für den Wahlkreis Pfalz 5 (Germersheim-Bergzabern) in den Reichstag des Kaiserreiches gewählt, dem er bis zur Novemberrevolution von 1918 angehörte. Im Januar 1919 wurde Richter als Kandidat des Zentrums für den Wahlkreis 27 (Pfalz) in die Weimarer Nationalversammlung gewählt, in der er bis zur Zusammenkunft des ersten Reichstages der Weimarer Republik im Juni 1920 saß.
Ab 1919 wurde er des Separatismus in der Pfalz verdächtigt. Am 23. April 1923 wurde er ans Hauptzollamt Nürnberg versetzt, kam dieser Anordnung nicht nach und wurde einem Dienststrafverfahren unterworfen. Im Sommer 1923 soll er im französischen Zolldienst in der besetzten Pfalz tätig gewesen sein.  Dem Ermittlungsverfahren wegen Landesverrats entging er durch die Amnestie des Londoner Abkommens. Danach lebte er in Wiesbaden.